# 圣马夏尔达尔唐塞
圣马夏尔达尔唐塞（法語：Saint-Martial-d'Artenset，法語發音：[sɛ̃ maʁsjal daʁtɑ̃sɛ]）是法国多尔多涅省的一个市镇，位于该省西部，属于佩里格区。

## 地理
圣马夏尔达尔唐塞（45°0'59"N, 0°12'15"E）面积32.14 平方千米，位于法国新阿基坦大区多爾多涅省，该省份为法国西南部内陆省份，是法國本土面积第三大的省，大致对应佩里戈尔地区，北起顺时针与夏朗德省、上维埃纳省、科雷兹省、洛特省、洛特-加龙省、吉倫特省和滨海夏朗德省接壤。
与圣马夏尔达尔唐塞接壤的市镇（或旧市镇、城区）包括：圣洛朗德索姆、圣雷米、蒙蓬-梅内斯泰罗勒、博普耶、圣索沃尔拉朗德。

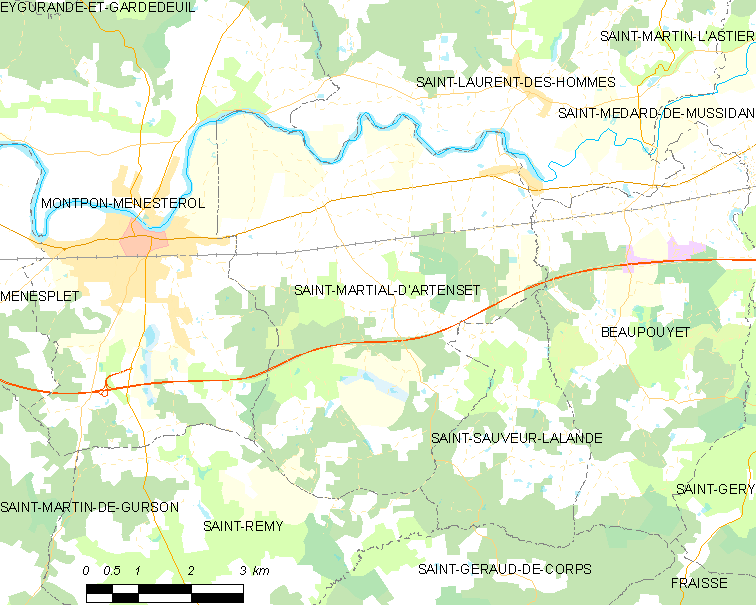
圣马夏尔达尔唐塞的OSM定位图

圣马夏尔达尔唐塞的时区为UTC+01:00、UTC+02:00（夏令时）。

## 行政
圣马夏尔达尔唐塞的邮政编码为24700，INSEE市镇编码为24449。

## 政治
圣马夏尔达尔唐塞所属的省级选区为蒙蓬-梅内斯泰罗勒县。

## 人口

1962-2008年间圣马夏尔达尔唐塞人口变化图示

圣马夏尔达尔唐塞于2022年1月1日时的人口数量为944人。